# John Oxenford
John Oxenford, né le 12 août 1812 à Camberwell (Londres), mort le 21 février 1877 à Southwark, était un dramaturge anglais.

## Biographie
C'était un excellent linguiste qui réalisa de nombreuses traductions à partir de l'allemand, notamment de Goethe, Poésie et vérité (1846) et de Johann Peter Eckermann, Conversations avec Goethe (1850).
Sa première pièce s'appelait My Fellow Clerk, produite par le Lyceum Theatre (Londres) en 1835. Elle fut suivie par une longue série d'autres dont la plus célèbre fut peut-être Porter's Knot (1858) et Twice Killed (1835). Vers 1850 il devint critique dramatique auprès du Times. Il écrivit sa version des derniers jours de Pompéi, (Last Days of Pompeii) en 1872. Il écrivit également de nombreux livrets d'opéras, entre autres huit pour George Alexander Macfarren, notamment Robin Hood (1860) et Helvellyn (1864).
John Oxenford contribua de façon décisive à la révélation de la philosophie d'Arthur Schopenhauer. Dans un article anonyme publié dans la Westminster Review en 1853, Iconoclasm in German Philosophy, John Oxenford présentait Schopenhauer comme un critique de Hegel. L'article fut traduit et publié dans la Vossische Zeitung, ce qui eut pour conséquence de susciter un intérêt enthousiaste et durable des lecteurs allemands pour l’œuvre d'Arthur Schopenhauer. 
Sa pièce en un acte de 1835 A Day Well Spent, après développement, traduction (en allemand par Johann Nestroy) et réécriture, servit de fond à la pièce The Matchmaker de Thornton Wilder qui elle-même servit de base à la comédie musicale et au film Hello, Dolly!.
Il est également connu pour avoir écrit la version la plus célèbre de The Ash Grove.

## Source de la traduction
- (en) Cet article est partiellement ou en totalité issu de l’article de Wikipédia en anglais intitulé « John Oxenford » (voir la liste des auteurs).